# Ferdinand Kayser

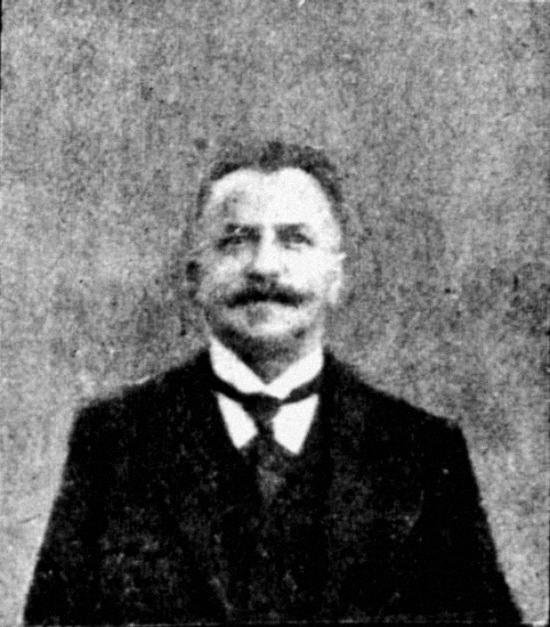
Ferdinand Kayser

Ferdinand Christian Eduard Kayser (* 5. November 1863 in Lübeck; † 29. Mai 1921 ebenda) war ein deutscher Kaufmann und Fabrikant. Er gründete die Farben-Groß- und Kleinhandlung „Ferd. Kayser“ sowie die Firma „Kayser & Co.“.

## Leben

### Herkunft
Die Familie Kayser wohnte in Fünfhausen 10. Carl Joachim Jacob, Ferdinands Vater, führte dort mit der C. Kayser eine Kamm- und Galanteriewaren- und Flaschenbierhandlung.

### Laufbahn
Ferdinand Kayser besuchte die F.-A.-Petri-Reallehranstalt.

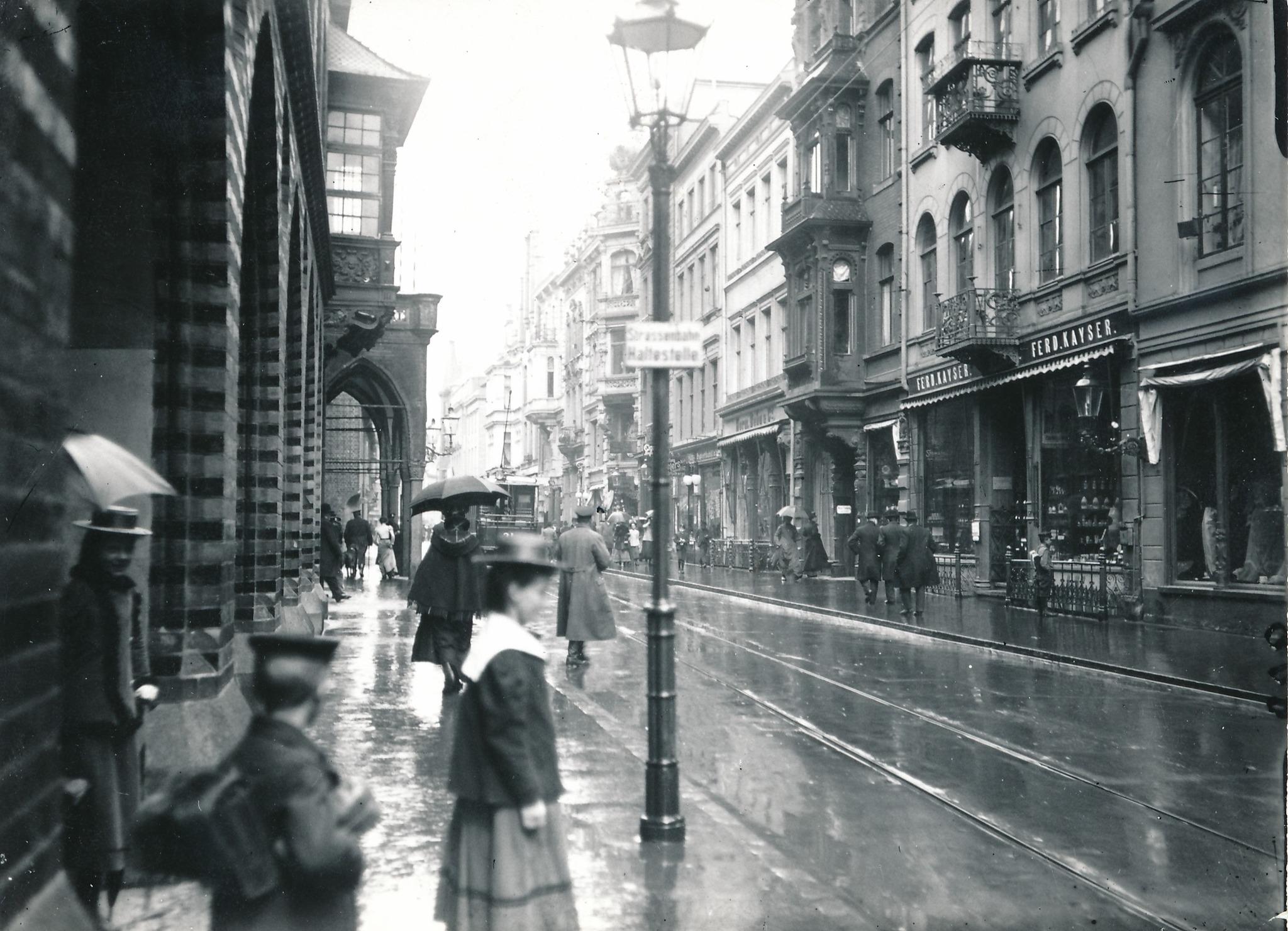
Bei Regen in der Breiten Straße (1902)

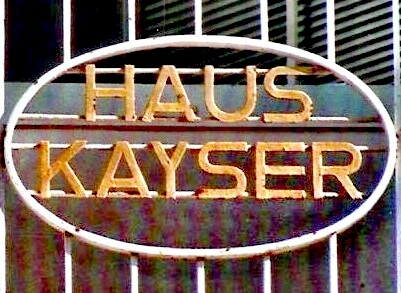
Hausbezeichnung

Zusammen mit Max Strübing gründete Kayser 1889 im Haus Breite Straße 81 gegenüber dem Rathaus die Drogenhandlung „Kayser & Strübing“. Das Hinterhaus, Breite Straße 81 II, diente als Wohnung. Als Strübing 1890 ausschied und Kayser alleiniger Inhaber wurde, änderte sich die Firmierung in „Ferd. Kayser“.
Auf der Versammlung der Handelskammer vom 8. Februar 1896 wurde Kayser in die Kaufmannschaft aufgenommen. Die Kammer war als Vorstand der Kaufmannschaft mit den Aufgaben einer Wirtschaftsbehörde betraut gewesen. Das Unternehmen gliederte sich im Jahr vor der Fabrikeröffnung in zwei Abteilungen auf: Abteilung A für Farben, Drogen, Parfümerien und Chemikalien En gros und en Detail, sowie der Abteilung B für Schokolade und Tee, was ab 1905 unter Confiserie zusammengefasst wurde, Marzipan und Konserven.
Das Haus in der Breiten Straße wurde zum „Kayserhaus“. In den lübeckischen Adressbüchern von 1905 wurde dieses Wort erstmals als Drahtadresse angegeben. Da das auch von Kayser bewohnte Geschäftshaus sich trotz diverser Aus- und Umbauten bald für Geschäftsbetrieb als zu klein erwies, wurden zwar im Laufe der Jahre mehrere Grundstücke in der Hüx-, Fleischhauer-, Fisch- und Braunstraße 6–8 für Lagerzwecke erworben, das Kayserhaus blieb aber das Hauptbürohaus.
Im Jahr 1899 expandierte Kayser. In dem an Lübeck angrenzenden Bezirk Vorwerk wurde aus der lübeckischen Schwartauer Allee die Schwartauer Chaussee. Auf deren Grundstücken 23 und 23a wurde eine Fabrik für die Angliederung einer Grosabteilung an sein Geschäft eine Lack- und Farbenfabrik erbaut. Die Fabrik firmierte als „Kayser & Co.“. Die Chaussee ging 1904 in der Allee auf und die Nummern 23/23a wandelten zu den Nummern 161 und 161a. Das Gebäude 161 (23) enthielt neben den Geschäftsräumen auch drei Mitarbeiterwohnungen und die Kaysersche Sommerwohnung.

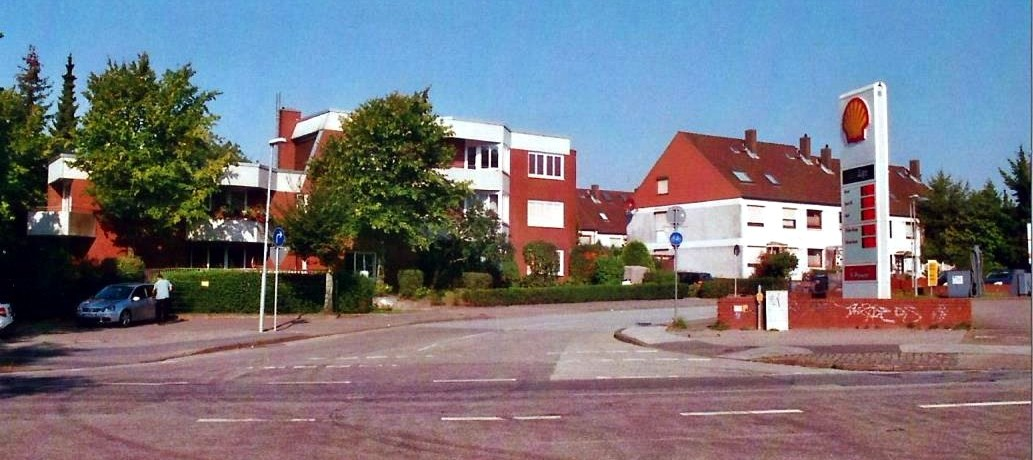
Areal der Fabrik

Die Expansion schritt fort und das Areal der nun „Hanseatischen Chemisch-Technischen Werke Kayser & Co.“ musste erweitert werden. Zu diesem Zweck erwarb Kayser 1905 die Grundstücke Nr. 1–9 in der neben der Fabrik von der Allee in das seinerzeit noch nicht zur Hansestadt gehörende Holsteinische Vorwerk abgehenden Triftstraße. Dort wurden die Fabrikationsräume um eine Schmelzanlage und ein Kontor erweitert. Auch hier befanden sich drei Arbeiterwohnungen. Im selben Jahr wurde die Abteilung C für Import und Export geschaffen. Die Prioritäten änderten sich und wurden 1907 mit der Umstrukturierung der Abteilungen auch nach außen hin verdeutlicht. So wurde die Abteilung C zu 1, A zu 4 und B zu 5.
Die Firmierungen wurden 1914 abermals geändert. So entstand die Kaiser-Drogerie, Ferdinand Kayser und die Kayser & Co., Kayserwerke.
Die Fabrik produzierte Lack, Farben und Bohnerwachs, später noch um Kitt und Fußbodenöl erweitert, für Export, Industrie, Technik, Schiffs- und Hausbedarf. Sie belieferte nicht nur den deutschen Norden, sondern exportierte die Fabrikate seiner Branche weltweit. Unter seinen ausländischen Kunden war England der größte Abnehmer. Fußbodenöl und -wachs waren hier die Hauptprodukte. Der Erste Weltkrieg ließ jedoch diesen Zweig der Firma vollständig eingehen.
Begann das Geschäft mit zwei Angestellten in kleinsten Verhältnissen, wurden kurz vor dem Krieg 70 Mitarbeiter beschäftigt.

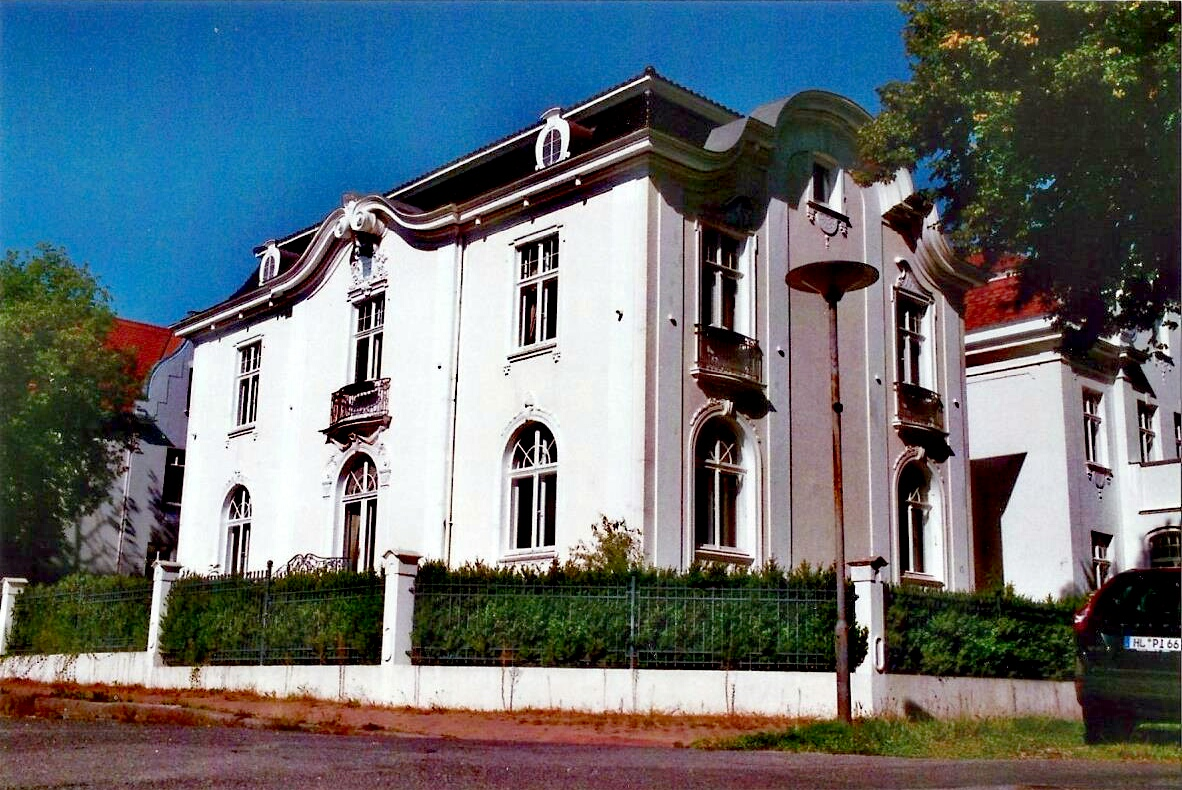
Kaiser-Friedrich-Straße 15

Neben seinem geschäftlichen Wirken war Kayser auch auf dem gemeinnützigen und kirchlichem Gebiet tätig. So wurde er im April 1892 als neues Mitglied der Gesellschaft zur Beförderung gemeinnütziger Tätigkeit aufgenommen. Er erwarb Grundstücke in St. Gertrud die dem Wohnzweck für seine Arbeiter dienen sollten. An Stelle des ausscheidenden Senators Kulenkamp als Vorsteher der Sammlung von Gemälden wurde Kayser als einer der drei möglichen Nachfolger für das Amt vorgeschlagen. Als 1917 die Kayser & Co. seinen Standort in St. Lorenz aufgeben musste, wurde stattdessen das Hinterhaus des Hauptbürogebäudes bezogen. Kayser erwarb von den Kindern des am 22. April 1915 als Kompaniechef der 1. Kompanie im lübeckischen Kinderregiment 215 beim Gasangriff am ersten Tag der Zweiten Ypernschlacht an der Yser gefallenen Landgerichtsrates Eduard Kulenkamp die einst von ihm erbaute Villa in St. Gertrud an der Ecke Kaiser-Friedrichstraße 15/Kaiser-Friedrich-Platz

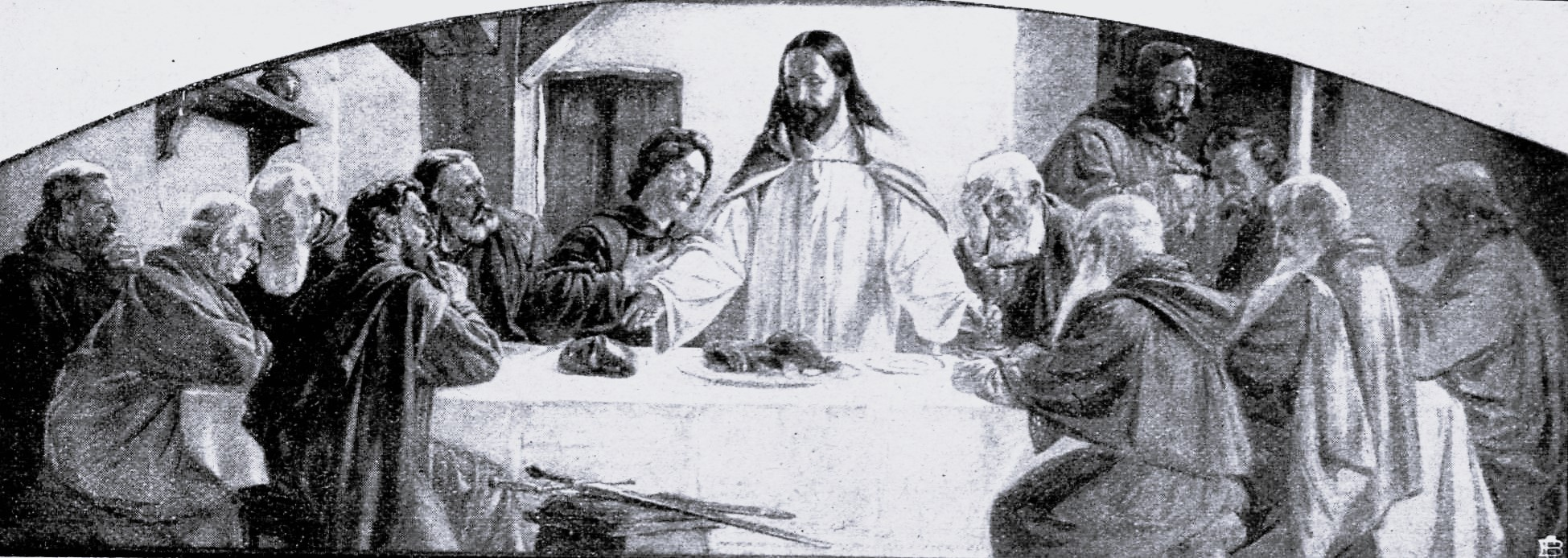
Abendmahl (1904)

Im Marienkirchenvorstand und der Leitung des Evangelischen Vereinshauses hatte Kayser sich bleibende Verdienste erworben. Besonders seine Mitwirkung beim Bau des Marienwerkhauses ist hierbei hervorzuheben. Den östlichen Abschluss des Erdgeschosses bildet ein Saal für Sitzungen, Chor und Konfirmandenunterricht, der heute Konfirmandensaal heißt. Sein Hauptschmuck ist das von ihm gestiftete von Willibald Leo von Lütgendorff-Leinburg geschaffene Gemälde Abendmahl. Im Vereinshaus gehörte er viele Jahre dem Vorstand an und bekleidete das Amt des Kassenführers. Ebenso gehörte Kayser dem Vorstand des Lübecker Detaillisten-Vereins an.
Als Freimaurer gehörte Kayser der Loge „Zur Weltkugel“ an.
Nachdem er in seinem letzten Lebensjahr zunehmend kränklicher wurde, verstarb Ferdinand Kayser am 29. Mai 1921 gegen Mittag.

### Familie
Ferdinand Kayser hatte Frieda Possner geheiratet. Bei seinem Tode im Jahre 1921 waren seine Söhne noch nicht in der Lage in seine Fußstapfen zu treten. Seine Witwe zog in die Eschenburgstraße Nr. 29d, die Roeckstraße Nr. 2 und schließlich in die Curtiusstraße Nr. 3/5. Sie verstarb 1955. Die Drogerie, deren Teilhaber sie nach wie vor war, wurde 1938 liquidiert. Die „Kayser & Co.“ bestand noch nach dem Zweiten Weltkrieg und hatte ihren Standort An der Hülshorst.